# Boletina gutianshana
Boletina gutianshana är en tvåvingeart som beskrevs av Wu och Cheng 1995. Boletina gutianshana ingår i släktet Boletina och familjen svampmyggor.
Artens utbredningsområde är Zhejiang (Kina). Inga underarter finns listade i Catalogue of Life.